# 光岡・BUBUクラシックSSK
BUBUクラシックSSKは、日本の自動車メーカー、光岡自動車が製造・販売していた自動車である。

## 概要
1987年7月に限定200台で発売。フォルクスワーゲン・タイプ1をベースに1920年代の名車、メルセデス・ベンツ・SSKを現代に甦らせたレプリカとして製造された。そのため、ボンネットにスリーポインテッド・スターが装着されている。裏面には「BUBU SSK CLASSIC」と刻まれている。乗用車の装備を充実した"見て"、"走って"楽しむカスタムカーであった。ビッグサイズのオリジナルライトも装備する。光岡・BUBUシリーズの車名は受け継いでいるものの、全く異なるコンセプトであった。ベース車がわからないほど大幅に改造されたボディが特徴である。ボディは幌つきのオープンカーで、幌は標準装備。フロントガラスは前倒し可能。後部にはスペアタイヤを装着する。リアエンジンである VW Type1 がベース車である関係上、トランクスペースはモデルである SSK ではエンジンが入っている前、ボンネット下である。シートは本革を採用。座席は固定式で左ハンドルである。スピードメーターはマイル表示。
アニメ、ルパン三世でルパンが運転していた自動車としても有名な車種のレプリカのため人気が高く、発売後30年以上たった現在も高値で取引される。